# Morti nel 1991/Ottobre
| Questa pagina contiene informazioni ricavate automaticamente dalle voci biografiche con l'ausilio del template Bio e di un bot. L'aggiornamento è periodico e automatico e ricostruisce completamente la pagina. Se manca una persona in questa lista, sei pregato di non aggiungerla, ma accertati piuttosto che la sua voce biografica contenga il template Bio e che i dati anagrafici siano correttamente compilati. Se il template Bio manca, inseriscilo tu stesso o, in alternativa, metti l'avviso {{tmp\|Bio}} che ne segnala la mancanza. Se i dati riportati sono sbagliati, correggi direttamente la voce biografica; le modifiche saranno visibili in questa lista entro pochi giorni. Per chiarimenti vedi il progetto biografie. La lista contiene solo le 89 persone che sono citate nell'enciclopedia e per le quali è stato implementato correttamente il template Bio. Pagina aggiornata al 3 mar 2024. |

- 2 ottobre - Demetrio di Costantinopoli, arcivescovo ortodosso greco (n. 1914)
- 2 ottobre - Eugenio Bruschini, calciatore italiano (n. 1939)
- 2 ottobre - Maria Aurèlia Capmany i Farnés, scrittrice spagnola (n. 1918)
- 2 ottobre - Marise Ferro, scrittrice, giornalista e saggista italiana (n. 1905)
- 2 ottobre - Flavio Frontali, calciatore italiano (n. 1936)
- 2 ottobre - Norman Macleod, scacchista e compositore di scacchi scozzese (n. 1927)
- 2 ottobre - Mike McCarron, cestista statunitense (n. 1922)
- 3 ottobre - Max Cantor, giornalista e attore statunitense (n. 1959)
- 3 ottobre - Ed Dancker, cestista statunitense (n. 1914)
- 3 ottobre - Alfio Gagliardi, calciatore italiano (n. 1909)
- 3 ottobre - Gia Nadareishvili, compositore di scacchi sovietico (n. 1921)
- 3 ottobre - Lyne de Souza, modella francese (n. 1914)
- 4 ottobre - Federico Alliney, compositore di scacchi italiano (n. 1920)
- 4 ottobre - Michelangelo Nicoletti, politico italiano (n. 1908)
- 4 ottobre - Angelo Piccioli, allenatore di calcio e calciatore italiano (n. 1920)
- 5 ottobre - Ramnath Goenka, imprenditore e giornalista indiano (n. 1904)
- 6 ottobre - Alphonse Gallegos, vescovo cattolico statunitense (n. 1931)
- 6 ottobre - Virginia Giorgi, ginnasta italiana (n. 1914)
- 6 ottobre - Marcella Rovena, attrice e doppiatrice italiana (n. 1905)
- 7 ottobre - Leo Durocher, giocatore di baseball e allenatore di baseball statunitense (n. 1905)
- 8 ottobre - Natalia Ginzburg, scrittrice, drammaturga e traduttrice italiana (n. 1916)
- 9 ottobre - Roy Black, cantante e attore tedesco (n. 1943)
- 9 ottobre - Marco Pola, poeta italiano (n. 1906)
- 9 ottobre - Erwin Schädler, calciatore tedesco (n. 1917)
- 10 ottobre - Eugenio Gaggiotti, faccendiere italiano (n. 1924)
- 10 ottobre - Nikolaus Hirschl, lottatore austriaco (n. 1906)
- 10 ottobre - Camille Libar, allenatore di calcio e calciatore lussemburghese (n. 1917)
- 10 ottobre - Gaspare Parvis, allenatore di calcio e calciatore italiano (n. 1921)
- 11 ottobre - Narcís de Carreras, avvocato spagnolo (n. 1905)
- 11 ottobre - Pietro Ferraris, calciatore italiano (n. 1912)
- 11 ottobre - Hugo Lamanna, calciatore e allenatore di calcio argentino (n. 1913)
- 11 ottobre - Redd Foxx, attore e cantante statunitense (n. 1922)
- 11 ottobre - Josip Takač, calciatore jugoslavo (n. 1919)
- 12 ottobre - Narciso Doval, calciatore argentino (n. 1944)
- 12 ottobre - Fedra Farolfi, filantropa italiana (n. 1902)
- 12 ottobre - Diana Gibson, attrice statunitense (n. 1915)
- 12 ottobre - Poul Jensen, calciatore danese (n. 1899)
- 12 ottobre - Aline MacMahon, attrice statunitense (n. 1899)
- 12 ottobre - Serafino Ogliastro, poliziotto italiano
- 12 ottobre - Arkadij e Boris Strugackij, scrittore sovietico (n. 1925)
- 12 ottobre - Regis Toomey, attore statunitense (n. 1898)
- 12 ottobre - Gregory Vlastos, storico della filosofia statunitense (n. 1907)
- 13 ottobre - Daniel Oduber Quirós, politico costaricano (n. 1921)
- 13 ottobre - Franco Valsecchi, storico italiano (n. 1903)
- 14 ottobre - Gianni Dova, pittore italiano (n. 1925)
- 14 ottobre - Walter Elsasser, fisico e biologo tedesco (n. 1904)
- 14 ottobre - David Neville, hockeista su ghiaccio canadese (n. 1908)
- 14 ottobre - Bruno Rosettani, cantante e produttore discografico italiano (n. 1923)
- 15 ottobre - Antonio Canale, fumettista italiano (n. 1915)
- 16 ottobre - Ole Beich, chitarrista e bassista danese (n. 1955)
- 16 ottobre - Giacomo Mari, calciatore italiano (n. 1924)
- 16 ottobre - Mario Masciulli, militare italiano (n. 1909)
- 16 ottobre - Boris Papandopulo, compositore e direttore d'orchestra croato (n. 1906)
- 17 ottobre - John C. Bailar Jr., chimico statunitense (n. 1904)
- 17 ottobre - Pietro De Laurentiis, scultore italiano (n. 1920)
- 17 ottobre - Piet van Est, ciclista su strada olandese (n. 1934)
- 17 ottobre - Tennessee Ernie Ford, cantante statunitense (n. 1919)
- 17 ottobre - Françoise Mézières, fisioterapista francese (n. 1909)
- 18 ottobre - Enrico Boniforti, allenatore di calcio e calciatore italiano (n. 1917)
- 18 ottobre - Antonio Tricarico, calciatore italiano (n. 1912)
- 19 ottobre - Sumiyuki Kotani, judoka e lottatore giapponese (n. 1903)
- 19 ottobre - Olga Schiavo, artista italiana (n. 1912)
- 20 ottobre - Georges Beuchat, inventore e imprenditore francese (n. 1910)
- 20 ottobre - Giuseppe Ierna, compositore italiano (n. 1905)
- 20 ottobre - Ronald M. Schernikau, scrittore tedesco (n. 1960)
- 20 ottobre - DJ Trip, disc jockey italiano (n. 1964)
- 20 ottobre - Ginevra Zanetti, storica italiana (n. 1906)
- 21 ottobre - Francesco Bonino, ciclista su strada italiano (n. 1908)
- 23 ottobre - Cord von Restorff, scrittore tedesco (n. 1925)
- 23 ottobre - Július Torma, pugile ungherese (n. 1922)
- 24 ottobre - Oskars Peilis, calciatore lettone (n. 1910)
- 24 ottobre - Gene Roddenberry, sceneggiatore e produttore televisivo statunitense (n. 1921)
- 24 ottobre - Alberto Rosso, calciatore italiano (n. 1914)
- 24 ottobre - Nicolae Sotir, pallavolista e allenatore di pallavolo rumeno (n. 1916)
- 25 ottobre - Bill Graham,  tedesco (n. 1931)
- 25 ottobre - Israel Krupp, calciatore norvegese (n. 1908)
- 26 ottobre - Georges Roland, astronomo e tennistavolista belga (n. 1922)
- 26 ottobre - Enrique Sorrel, calciatore cileno (n. 1912)
- 27 ottobre - Andrzej Panufnik, compositore e direttore d'orchestra polacco (n. 1914)
- 29 ottobre - Silvano Brengola, militare e marinaio italiano (n. 1903)
- 29 ottobre - John DeCuir, scenografo statunitense (n. 1918)
- 29 ottobre - Franco Nonnis, pittore e scenografo italiano (n. 1925)
- 29 ottobre - Mario Scelba, politico italiano (n. 1901)
- 29 ottobre - Jean Schmit, calciatore lussemburghese (n. 1915)
- 30 ottobre - Renato de Barbieri, violinista italiano (n. 1920)
- 30 ottobre - Aniela Jaffé, psicologa tedesca (n. 1903)
- 31 ottobre - Gene Anderson, wrestler statunitense (n. 1939)
- 31 ottobre - Eros Benedini, medico e letterato italiano (n. 1913)
- 31 ottobre - Joseph Papp, produttore teatrale e regista statunitense (n. 1921)